# West Liberty (Virgínia de l'Oest)
West Liberty és una població dels Estats Units a l'estat de Virgínia de l'Oest. Segons el cens del 2000 tenia 1.220 habitants.

## Demografia
Segons el cens del 2000, West Liberty tenia 1.220 habitants, 241 habitatges, i 120 famílies. La densitat de població era de 724,7 habitants per km².
Dels 241 habitatges en un 15,8% hi vivien nens de menys de 18 anys, en un 39,4% hi vivien parelles casades, en un 5,8% dones solteres, i en un 50,2% no eren unitats familiars. En el 26,1% dels habitatges hi vivien persones soles el 5,8% de les quals corresponia a persones de 65 anys o més que vivien soles. El nombre mitjà de persones vivint en cada habitatge era de 2,29 i el nombre mitjà de persones que vivien en cada família era de 2,93.
Per edats la població es repartia de la següent manera: un 6,7% tenia menys de 18 anys, un 70% entre 18 i 24, un 10,9% entre 25 i 44, un 8,2% de 45 a 60 i un 4,2% 65 anys o més.
L'edat mediana era de 21 anys. Per cada 100 dones de 18 o més anys hi havia 101,4 homes.
La renda mediana per habitatge era de 28.393 $ i la renda mediana per família de 38.125 $. Els homes tenien una renda mediana de 18.750 $ mentre que les dones 19.375 $. La renda per capita de la població era de 7.573 $. Entorn del 13,3% de les famílies i el 29% de la població estaven per davall del llindar de pobresa.

## Poblacions més properes
El següent diagrama mostra les poblacions més properes.